# Martina Quick
Martina Quick, född 1 september 1971, är en svensk diplomat. Mellan 2014 och 2018 var hon Sveriges ambassadör vid Sveriges ambassad i Tbilisi (Georgien) och sidoackrediterad till Sveriges ambassad i Jerevan (Armenien).
Hon är uppvuxen i Gagnef.